# Luis García Fernández
Luis García, właśc. Luis García Fernández (ur. 6 lutego 1981 w Oviedo) – hiszpański trener i piłkarz grający na pozycji napastnika. Były reprezentant Hiszpanii.

## Kariera klubowa
Luis García pochodzi z Asturii z miasta Oviedo, jednak piłkarską karierę rozpoczął w szkółce piłkarskiej Realu Madryt. W 2001 roku zaczął występować w zespole B i zdobył 20 goli w sezonie, a w kolejnym (2002/2003) zaliczył 18 trafień, ale swoimi umiejętnościami nie przekonał do siebie trenera Vicente Del Bosque i nie zdołał zadebiutować w pierwszej drużynie „Królewskich”.
Latem 2003 García odszedł do Realu Murcia. W Primera División zadebiutował 31 sierpnia w zremisowanym 1:1 wyjazdowym spotkaniu z Celtą Vigo. Z 11 golami był najlepszym strzelcem zespołu, jednak zajął z nim ostatnią 20. pozycję i spadł do Segunda División. Po sezonie został zawodnikiem RCD Mallorca, dla której także strzelił 11 bramek i także był najlepszym strzelcem.
W 2005 roku García został piłkarzem RCD Espanyol z Barcelony. W swojej nowej drużynie stworzył atak z Raulem Tamudo i Walterem Pandianim. W sezonie 2005/2006 10 razy trafiał do siatki rywali, tyle samo razy co Tamudo i zdobył Puchar Hiszpanii (wystąpił w wygranym 4:1 finale z Realem Saragossa). W sezonie 2006/2007 powtórzył dorobek bramkowy z poprzedniego sezonu. Awansował też do finału Pucharu UEFA, jednak Espanyol uległ w nim po serii rzutów karnych Sevilli.
W sierpniu 2011 zmienił klub na Real Saragossa. W 2012 roku został wypożyczony do Tigres UANL. W 2014 przeszedł do KAS Eupen. W 2019 roku zakończył karierę.
| Sezon   | Klub           | Kraj      | Liga               | Mecze | Bramki |
| ------- | -------------- | --------- | ------------------ | ----- | ------ |
| 2001/02 | Real Madryt B  | Hiszpania | Segunda División B | 40    | 20     |
| 2002/03 | Real Madryt B  | Hiszpania | Segunda División B | 33    | 18     |
| 2003/04 | Real Murcia    | Hiszpania | Primera División   | 38    | 11     |
| 2004/05 | RCD Mallorca   | Hiszpania | Primera División   | 37    | 11     |
| 2005/06 | RCD Espanyol   | Hiszpania | Primera División   | 36    | 10     |
| 2006/07 | RCD Espanyol   | Hiszpania | Primera División   | 36    | 10     |
| 2007/08 | RCD Espanyol   | Hiszpania | Primera División   | 37    | 13     |
| 2008/09 | RCD Espanyol   | Hiszpania | Primera División   | 37    | 5      |
| 2009/10 | RCD Espanyol   | Hiszpania | Primera División   | 36    | 3      |
| 2010/11 | RCD Espanyol   | Hiszpania | Primera División   | 37    | 6      |
| 2011/12 | RCD Espanyol   | Hiszpania | Primera División   | 1     | 0      |
| 2011/12 | Real Saragossa | Hiszpania | Primera División   | 34    | 4      |
| 2012/13 | Tigres UANL    | Meksyk    | Primera División   | 28    | 5      |
| 2013/14 | Real Saragossa | Hiszpania | Segunda División   | 26    | 4      |
| 2014/15 | KAS Eupen      | Belgia    | Tweede klasse      | 34    | 4      |
| 2015/16 | KAS Eupen      | Belgia    | Tweede klasse      | 30    | 6      |
| 2016/17 | KAS Eupen      | Belgia    | Eerste klasse      | 37    | 7      |
| 2017/18 | KAS Eupen      | Belgia    | Eerste klasse      | 32    | 7      |
| 2018/19 | KAS Eupen      | Belgia    | Eerste klasse      | 35    | 8      |

## Kariera reprezentacyjna
W reprezentacji Hiszpanii Luis García zadebiutował 2 czerwca 2007 w wygranym 2:0 spotkaniu z Łotwą. Łącznie rozegrał w niej 7 meczów.